# Аманіхабале
Аманіхабале (д/н — бл. 50) — цар (коре) Куша в 40—50 роках.

## Життєпис
Більшість дослідників сходяться на думці, що Аманіхабале був сином цариці Навідемак. Про це свідчать різні відомості: за одними спадкоємець Навідемак похований в піраміді № 2 в Мерое, а інші розвідки свідчать про те, в цій піраміді поховано Аманіхабеле. При цьому це протирічить попередньому твердженню, що Аманіхабеле панував у середині I ст. до н. е.
Посів трон близько 40 року. Відомий завдяки значній кількості пам'яток, насамперед таблиці пожертвувань з храму в Мерое, бронзового конуса з Кави, келиха з Наги і стели з храму Амона. Також є згадки, що Аманіхабале побудував храм у м. Баса. Це свідчить про збереження економічної потуги та контролю на торгівельними шляхами з півдня (від озера Тана) до асуану, де починалися римські володіння.
Помер близько 50 року. Йому спадкував молодший брат Натакамані.